# Прва влада Родољуба Чолаковића
Прва влада Родољуба Чолаковића је била Влада Федералне Државе Босне и Херцеговине. Формирана је 26. априла 1945. и трајала је до 13. новембра 1946. године.

## Састав Владе
| Функција                    | Слика | Име и презиме        | Странка        | Детаљи                                                       |
| --------------------------- | ----- | -------------------- | -------------- | ------------------------------------------------------------ |
| Председник Владе            |       | Родољуб Чолаковић    | КП Југославије |                                                              |
| Први потпредседник          |       | Јаков Гргурић        |                |                                                              |
| Други потпредседник         |       | Заим Шарац           |                |                                                              |
| Трећи потпредседник         |       | Авдо Хумо            | КП Југославије |                                                              |
| Министри                    |       |                      |                |                                                              |
| министар без портфеља       |       | Ђуро Пуцар Стари     | КП Југославије |                                                              |
| министар унутрашњих послова |       | Илија Дошен          | КП Југославије | не зна се ко је у овом саставу првобитно изабран на функцију |
| министар унутрашњих послова |       | Угљеша Даниловић     | КП Југославије | не зна се ко је у овом саставу првобитно изабран на функцију |
| министар правде             |       | Др. Хамдија Ћемерлић |                |                                                              |
| министар просвете           |       | Анто Бабић           |                |                                                              |
| министар финансија          |       | Хасан Бркић          | КП Југославије |                                                              |
| министар пољопривреде       |       | Владо Шегрт          | КП Југославије |                                                              |
|                             |       | Анте Мартиновић      |                |                                                              |
| министар народног здравља   |       | др. Недо Зец         |                |                                                              |
| министар инфраструктуре     |       | др. Цвитан Спужевић  |                |                                                              |
|                             |       | Новак Мастиловић     |                |                                                              |
|                             |       | Ћазим Угљен          |                |                                                              |
|                             |       | Цвијетин Мијатовић   | КП Југославије |                                                              |